# Серпув
Серпув (пол. Sierpów) — село в Польщі, у гміні Озоркув Зґерського повіту Лодзинського воєводства.
Населення — 369 осіб (2011).

## Демографія
Демографічна структура станом на 31 березня 2011 року:
|          | Загалом | Допрацездатний вік | Працездатний вік | Постпрацездатний вік |
| -------- | ------- | ------------------ | ---------------- | -------------------- |
| Чоловіки | 181     | 41                 | 118              | 22                   |
| Жінки    | 188     | 32                 | 108              | 48                   |
| Разом    | 369     | 73                 | 226              | 70                   |